# Het huis van wantrouwen
Het huis van wantrouwen was een populair Vlaams televisieprogramma (1991-1992), gepresenteerd door Mark Uytterhoeven en Wouter Vandenhaute.

## Het Programma
Sportjournalist Mark Uytterhoeven kreeg samen met Wouter Vandenhaute in 1991 de kans een talkshow te presenteren op TV1 (tegenwoordig één). 
"Het Huis Van Wantrouwen", zoals het programma heette, was een woordspeling op de titel die men aan het BRTN-gebouw (nu de VRT) gaf: Het Huis Van Vertrouwen. Vanuit een studio die was ingericht als een huiskamer interviewden Uytterhoeven en Vandenhaute gasten en toonden sketches, gehermonteerd archiefmateriaal en grappige rubrieken. Eén zo'n rubriek was "Het Venster", waarin hun gast voor het venster van hun huis verscheen en vragen moest beantwoorden voor hij langs de deur binnen mocht komen.
Het openingsfilmpje toonde een huis ergens aan de kust, gefilmd met een wit hek en een tuinkabouter op de voorgrond. Na een snelle montage die de overgang van de seizoenen moest weergeven verscheen er een bordje waarop de straatnaam stond geschreven: "Kleine Zapstraat".
Uytterhoeven had tijdens het W.K. voetbal van 1990 al bewezen dat hij een praatprogramma met humor kon combineren. Zijn speelse presentatiestijl en ironische commentaar bij archieffilmpjes werden ook in "Het Huis van Wantrouwen" gretig gehanteerd. Zo interviewde hij eens Mick Jagger die toen net in de pers had toegegeven dat hij ooit een avontuurtje met David Bowie had gehad. Uytterhoeven monteerde deze beelden zodat het net leek alsof Jagger het over Vandenhaute had. Een andere keer werd een interview met Sabine Appelmans verstoord door een koppel dat voor het venster van de studiohuiskamer zat te zoenen. Uytterhoeven joeg het stel weg en het interview vervolgde. Op zeker moment verklaarde Uytterhoeven dat hij nog een video met markante beelden van de tennisster had liggen. Hij liep naar een kast, opende die en tot hilariteit van het publiek lag datzelfde koppel elkaar nu op deze locatie te kussen.
Een ander bekend archieffragment dat in dit programma zijn debuut maakte was Tuur Van Wallendaels verslaggeving over de ramp met de Herald of Free Enterprise voor de kust van Zeebrugge uit 1987. Het was toen erg koud en Van Wallendael wond zich op omdat nieuwslezer Bavo Claes eerst nog in de studio een gesprek had met Miet Smet en het dus even duurde voor men naar hem overschakelde. Deze hilarische beelden waren destijds in 1987 natuurlijk niet uitgezonden, maar werden in 1991 door Uytterhoeven en Vandenhaute in "Het Huis van Wantrouwen" alsnog getoond, tot grote hilariteit bij het publiek.
Schrijver Herman Brusselmans werd bekender in Vlaanderen dankzij de rubriek "Klare Taal" waarin hij stukjes proza voorlas en de volgende catchphrases uitte: "Doch dit geheel terzijde" en "Ik dank u voor uw wàààndacht".
Ook bekend waren de komische sketches rond Remo Perrotti waarmee elke aflevering afsloot. De filmpjes werden door Perrotti bedacht, geregisseerd door Toon Loenders en werden geproduceerd door het nog jonge Kladaradatsch!. Alle filmpjes waren in fast motion gefilmd en voorzien van geluidseffectjes. Perotti voerde meestal supersnel een activiteit uit en besloot dan: "Sjamayee!" (dat zoveel leek te betekenen als: "Nou moe?" of "Asjemenou"). Deze clips werden later ook gebruikt om het programma Sportweekend mee af te sluiten en werden ook uitgezonden in Mexico, Colombia en Nieuw-Zeeland.

## Impact
Het programma werd een immens succes en behaalde gigantische kijkcijfers. De invloed en de impact die de show destijds op de Vlaamse televisie had, was niet te onderschatten. Praatprogramma's waren in Vlaanderen tot dan toe een vrij ernstige en voorzichtige aangelegenheid. "Het Huis van Wantrouwen" had een veel speelsere, frissere en vernieuwende sfeer. Zelfs Uytterhoeven die tijdens een interview zijn voeten op de bank legde, werd op applaus onthaald. Uitdrukkingen als "Yo De Mannen", "Doch dit geheel terzijde", "Ik dank u voor uw wàààndacht" en "Sjamayee" werden populaire catchphrases en de faam en populariteit van Uytterhoeven en Vandenhaute namen toe.
Dankzij "Het Huis Van Wantrouwen" kreeg Uytterhoeven een goddelijke status in het Vlaamse televisielandschap en waren de verwachtingen voor elk nieuw programma dat hij maakte keer op keer hooggespannen. De show, die weliswaar op donderdagavond werd uitgezonden, baande de weg voor latere Vlaamse kijkcijferkanonnen-talkshows op zondagavond als "Morgen Maandag", "Schalkse Ruiters" en "De XII Werken Van Vanoudenhoven".
Het programma werd in 1991 bekroond met de HA! van Humo, en won zowel in 1991 als in 1992 Humo's Prijs van de Kijker. Ook won het in 1991 de Prijs van de Radio- en Televisiekritiek. In 2011 organiseerde men in Nederland een "Canon van de Nederlandse Televisie", waarbij de 60 meest invloedrijke Nederlandse televisieprogramma's werden verkozen. De Vlaamse krant De Morgen organiseerde een gelijkaardig initiatief rond de "Meest invloedrijke Vlaamse televisieprogramma's" en liet diverse televisiemakers hierover stemmen. De winnaar werd "Het Huis van Wantrouwen".
Matthijs van Nieuwkerk noemde Uytterhoeven en dit programma een inspiratie voor zijn eigen, latere presentatiestijl:"Mark Uytterhoeven is ook voor mij altijd een lichtend voorbeeld geweest. In NRC Handelsblad omschreef Kees van Kooten hem ooit als "een soort Belgische Matthijs Van Nieuwkerk": zelden ben ik zo trots geweest. (...) Ik herinner me de tijd dat ik kabeltelevisie kreeg, begin jaren 90. Ineens kon ik vanuit Amsterdam naar de Vlaamse televisie kijken: een wereld ging open! Veruit jullie beste programma vond ik toen "Het Huis van Wantrouwen". Het onderliggende format was uiterst strak - die verschillende kamers, en dan die voordeur die openging - maar het had zo'n losheid, zo'n vanzelfsprekendheid, dat je dat format helemaal niet meer zag. Je zag alleen Uytterhoeven, de meester in zijn universum. En natuurlijk Wouter Vandenhaute.".)